# Фрёлунда (хоккейный клуб)
Хокке́йный клуб «Фрёлунда» (Frölunda HC) — профессиональный хоккейный клуб, представляющий шведский город Гётеборг. Выступает в Шведской элитной серии. Домашняя арена — Скандинавиум — вмещает 12044 зрителей.

## История
Клуб был основан в 1944 году в качестве хоккейного отделения футбольного клуба Вестра Фрёлунда. В 1984 году хоккейный клуб «Вестра Фрёлунда» стал независимым, а в 2004 году сократил своё название до «Фрёлунда». Клуб пять раз становился чемпионом Швеции.

## Достижения
- Чемпион Швеции (5): 1965, 2003, 2005, 2016, 2019
- Победитель Хоккейной Лиги чемпионов (4): 2016, 2017, 2019, 2020.
- Финалист Хоккейной Лиги чемпионов: 2015.

## Изъятые номера
- 13  Ларс-Эрик Лундвалл
- 14  Рональд Петтерссон
- 19  Йорген Петтерссон
- 23  Ронни Сундин
- 29  Стефан Ларссон

## Игроки, включённые вЗал славы ИИХФ
- Ульф Стернер (2001)
- Рональд Петтерссон (2004)